# 713e division d'infanterie
La 713e division d'infanterie (en allemand : 713. Infanterie-Division ou 713. ID) est une des divisions d'infanterie de l'armée allemande (Wehrmacht) durant la Seconde Guerre mondiale.

## Historique

### Création
La 713e division d'infanterie est formée comme division "statique" le 3 mai 1941 dans le Wehrkreis II en tant qu'élément de la 15. Welle (15e vague de mobilisation).
Elle est transférée en partie en Crète en octobre 1941 où elle sert comme force d'occupation et de sécurité et de défense côtière, tandis que l'autre partie est envoyée dans le sud de la Grèce.
La division est dissoute le 15 janvier 1942. L'état-major de la division est utilisé pour former l'état-major de la 1. Festungs-Brigade Kreta de la 133.Festungs-Division.

## Organisation

### Commandants
| Date                         | Grade        | Commandant |
| ---------------------------- | ------------ | ---------- |
| 3 mai 1941 - 15 janvier 1942 | Generalmajor | Franz Fehn |

### Officiers d'opérations (Generalstabsoffiziere (Ia))
| Date                        | Grade            | Commandant               |
| --------------------------- | ---------------- | ------------------------ |
| Mai 1941 - Décembre 1941    | Hauptmann i.G    | Paul-Georg Herrmann      |
| Janvier 1942 - Janvier 1942 | Oberleutnant i.G | Friedrich-Wilhelm Goetze |

## Théâtres d'opérations
- Allemagne : Mai 1941 - Septembre 1941
- Sud de la Grèce et Crète : Septembre 1941 - Janvier 1942

## Ordre de bataille
- Infanterie-Regiment 733
- Infanterie-Regiment 746
- Artillerie-Abteilung 653
- Pionier-Kompanie 713
- Nachrichten-Kompanie 713
- Versorgungseinheiten 713